# Лудница на осами
Лудница на осами (енгл. Stonehearst Asylum) је амерички филм редитеља Бреда Андерсона, и сценаристе Џозефа Гангемија. Заснован је на краткој причи из 1845. Систем доктора Тара и професора Фетера  америчког писца Едгара Алана Поа.
Радња овог језивог трилера смештена је у 19. век. Лудница у Стоунхерсту је место далеко од очију јавности, у којој се запошљава млади лекар Едвард Њугејт. Убзо, он примећује да се унутар њених зидова нешто чудно догађа, а пажњу му заокупља и прелепа пацеијенткиња Елиза Грејвс .
Филм у коме глуме Кејт Бекинсејл, Џим Стерџес, Мајкл Кејн, Бен Кингсли и Дејвид Тјулис, објављен је 24. октобра 2014. године.

## Радња филма
Филм почиње сценом у којој професор психијатрије са Оксфорда доводи психички болесну жену пред студенте у амфитеатру и описује како ју је „лечио“ хероином. Жена виче како није болесна и тражи помоћ од присутних. Професор са смешком каже како жена пати од хистерије и како сви ментални пацијенти тврде да су здрави, као што сви криминалци тврде да су невини. Завршна порука професора студентима: „Не верујте ништа што чујете, и само пола онога што видите“, као да је упућена и свим гледаоцима филма, који ће то све више препознавати како се буде приближавао крај филма. 
Радња Луднице на осами одвија се на крају 19. и у освит 20. века. Дакле, пред сам свршетак викторијанског доба. То је раздобље великих промена у целом свету па се чини како многи полако луде како се приближава ново столеће. Медицинска струка ту није изузета. Едвард Њугејт је младић у 20-им годинама свога живота који је недавно дипломирао као доктор психијатар на оксфордском универзитету. По доласку у осамљену лудницу (смештену у магловитим пространствима енглеске унутрашњости) Њугејт преузима позицију асистента. Управник институције је др Силас Ламб. Он је доктор који има специфичан приступ према својим пацијентима. Ту се мисли на међусобно нежан однос, давање слободе болесницима. Др Ламб им омогућава да се уживе у своје фантазије, заједнички оброци. и сл. Сами пацијенти су такође специфични на свој начин. У овој установи се трајно лече они који су давно изопштени из својих породица, најчешће богатих: поремећене убице, бизарни насилници, двојне личности, оболели од разних врста лудила али и „оболели” од хроничне преморености, епилепсије, меланхолије, хомосексуалности.
Један пацијент посебно привуче пажњу младога и новопридошлог др Њугејта. Његову пажњу је привукла згодна Елиза Грејвс. Она је класична жена викторијанског доба коју је муж послао у умоболницу како би "излечио" њену наводну хистерију. Млади доктор први пут осети да нешто није у реду са тим местом кад га Елиза упозори да узме коња и побегне пре него што управник др Ламб то схвати. Њугејт одбија тај предлог сматрајући га промашеним па уместо да побегне он почне детаљније истраживати све тајне које крије то мистично место под контролом др Ламба. Ускоро открива застрашујуће појединости које говоре да стварност није онаква каква се чини.